# ستيف رايت
ستيف رايت (بالإنجليزية: Steve Wright)‏ من مواليد (16 يونيو 1959 في المملكة المتحدة ) هو لاعب كرة قدم بريطاني في مركز الدفاع. لعب مع كولتشستر يونايتد ونادي توركي يونايتد ونادي ريكسهام ونادي ريل ونادي كرو ألكساندرا ونادي هلسنكي وبرينتري تاون ونادي تشيلمسفورد وهارويتش وباركستون ‏ وويفنهو تاون ‏.

## وصلات خارجية
- ستيف رايت على موقع قاعدة بيانات كرة القدم.إي يو (الإنجليزية)